# Karla Wheelock
Karla Susana Wheelock Aguayo (Saltillo, Coahuila; 14 de abril de 1968) es emprendedora social, conferencista, consultora y montañista mexicana que ha dedicado su trayectoria profesional a vincular el mundo deportivo de alto rendimiento con el desempeño superior en empresas a través de la capacitación, motivación y desarrollo de liderazgo. Así también, con el impulso de causas ambientales y sociales en pro de los jóvenes de su país.
En 2005 Karla se convirtió en la primera mujer iberoamericana en alcanzar la cima más alta de cada continente (Las 7 Cumbres) y en 1999 obtiene la remarcable primicia latinoamericana de coronar la cumbre del Monte Everest por la vertiente norte.

## Biografía
Licenciada en derecho por la Universidad Autónoma de Coahuila, Maestra en Administración de Empresas Socio-Ambientales y Maestra en Derecho Ambiental y Política Pública, recibe el título honorífico de doctor honoris causa por el Claustro Interamericano en 2017. Habla español, inglés e italiano.

Karla trabajó en distintas instituciones públicas como la Presidencia de la República, la Secretaría de Comercio y Fomento Industrial, el Instituto Nacional de la Mujer, así como en el sector privado. Es autora de varios libros, entre ellos destacan “El Tercer Polo; Ascensión al Everest”, “Las 7 Cumbres”, “10 habitos de la Mujer Empoderada” y ganadora de múltiples premios y reconocimientos por su trayectoria deportiva.

Directora General de W Consultores y Presidenta de la Fundación Karla Wheelock, cargos que le han permitido liderar proyectos de desarrollo de competencias y habilidades con empresarios y jóvenes desde hace 20 años. Es miembro del Comité de Comunicación de la UICN (Unión Internacional para la Conservación de la Naturaleza) lo que le posibilita mantenerse al día con iniciativas del cuidado y conservación del medio ambiente. Así como, es también miembro de Mujeres por la Conservación de CAPLAC (Congreso de Áreas Protegidas de Latinoamérica y el Caribe) y Consejera Nacional de los Scouts.

En los últimos años ha impulsado varios proyectos entre los que destacan: Mi cumbre; Mi decisión y las expediciones de Jóvenes Líderes Mexicanos a la Antártica. Gracias a esto, se han graduado más de 60 niños como Líderes Éticos Sustentables, marcando su desarrollo en pro del ambiente y de su país de una manera tangible. 

Actualmente es consultora y conferencista en W Consultores, empresa a través de la cual se han capacitado a más de 70,000 personas e impartido más de 4,200 conferencias a entidades gubernamentales, empresas y universidades en diferentes países. 

Karla defiende con entusiasmo en cada uno de sus proyectos la educación ambiental, el trabajo con jóvenes, el impulso del liderazgo y el empoderamiento de la mujer.

## Las Siete Cumbres
Karla comenzó el camino hacia el llamado Grand Slam del alpinismo en 1993, ascendiendo el Aconcagua, el pico más alto del continente americano. Y logró ser la primera mujer iberoamericana en conquistar las siete cimas más altas en los siete continentes en el año de 2005.

## Fundación Karla Wheelock
En 2005 creó la Fundación Karla Wheelock. En dicha fundación ha incentivado a los jóvenes a que realicen proyectos que sirvan para mejorar su entorno mediante un concurso llamado Líderes Éticos Sustentables. Así mismo, impulsa proyectos de empoderamiento de la mujer.

## Libros
- El Tercer Polo: Ascensión al Everest[2][3] (2000)
- Las Siete Cumbres (2011)
- 10 Hábitos de la Mujer Empoderada (2017)

## Trayectoria Deportiva
Deportista de alto rendimiento, primicia iberoamericana femenina en alcanzar la cima más alta de cada continente (las 7 Cumbres) y primicia latinoamericana femenina en el monte Everest por la ruta norte.

Expediciones internacionales con éxito (orden cronológico):

##### 2019
- Expedición de reconocimiento al Kanchenjunga (8,586 m s. n. m.), Himalaya-Nepal

##### 2018
- Expedición al monte Kailash (6,638 m.s.n.m), Gangdisê-Tíbet

##### 2011-2017
- Líder de expedición de jóvenes “Líderes Éticos y Sustentables a la Antártica” (programa dirigido a estudiantes de secundarias públicas en México)

##### 2011
- Líder de la 1.ª Expedición de Ejecutivos a la Antártica

##### 2010
- Líder de la 1.ª Expedición de Ejecutivos Mexicanos a la Antártica

##### 2009
- Himalaya-Nepal, monte Everest (8,848 m s. n. m.) la montaña más alta del mundo.

(10.º aniversario, Ceremonia en Campamento Base)
Chhukung Ri (5,800 m.s.n.m.) y Kala Pattar (5,600 m s. n. m.)

##### 2005
- 1.er ascenso iberoamericano femenino a las 7 Cumbres

Oceanía, Pirámide del Carstensz (4,884 m s. n. m.)
La cima más alta del continente de Oceanía, 1.er ascenso iberoamericano femenil

##### 2002
- Antártica, macizo Vinson (4,889 m s. n. m.)

La cima más alta del continente Antártico, 1.er ascenso iberoamericano femenil

##### 2000
- Tanzania, monte Kilimanjaro (5,895 m s. n. m.)

La cima más alta del continente Africano
- Cáucaso-Rusia, monte Elbrus (5,642 m s. n. m.)

La cima más alta del continente Europeo. 1.ª mexicana
- Rocallosas-Alaska, monte McKinley (6,194 m s. n. m.)

La cima más alta de Norteamérica. 1.ª mexicana
- Alpes del Sur (Nueva Zelanda), monte Cook (3,754 m s. n. m.)

La cima más alta de Australasia

##### 1999
- Himalaya-Tíbet, monte Everest (8,848 m s. n. m.)

1.er ascenso femenil latinoamericano por la ruta norte
1.ª llamada telefónica mundial desde la cumbre (iridium)
- Andes-Argentina, cerro Aconcagua (6,962 m s. n. m.)

Preparación para el monte Everest en el “Techo de América”

##### 1998
- Himalaya-Nepal, monte Manaslu (8,163 m s. n. m.)

La 8.ª cima más alta del mundo
(por el mal tiempo, alcanzado hasta los 7,300 m s. n. m. sin sherpas)
- Himalaya-Nepal, monte Everest (8,848 m s. n. m.)

Alcanzando la altitud de 8,768 m s. n. m.
- Chhukung Ri (5,800 m.s.n.m.) y Kala Pattar (5,600 m s. n. m.)

##### 1996
- Himalaya-Tíbet, monte Cho Oyu (8,210 m s. n. m.)

6.ª montaña más alta del mundo
1.er ascensión latinoamericana femenina. Se realizó sin oxígeno suplementario

##### 1995
- Andes-Bolivia, cerro Illimani (6,462 m s. n. m.)

Cima más alta de la cordillera real

##### 1994
- Andes-Ecuador, Volcán Cotopaxi (5,898 m s. n. m.)

El volcán más alto del mundo
- Andes-Ecuador, Volcán Chimborazo (6,310 m s. n. m.)

La cima más alejada del centro de la tierra y la más alta de ecuador

##### 1993
- Andes-Argentina, cerro Aconcagua (6,962 m s. n. m.)

La montaña más alta de América